# Fidena coscaroni
Fidena coscaroni är en tvåvingeart som beskrevs av Philip 1969. Fidena coscaroni ingår i släktet Fidena och familjen bromsar. Inga underarter finns listade i Catalogue of Life.